# مولکول دواتمی

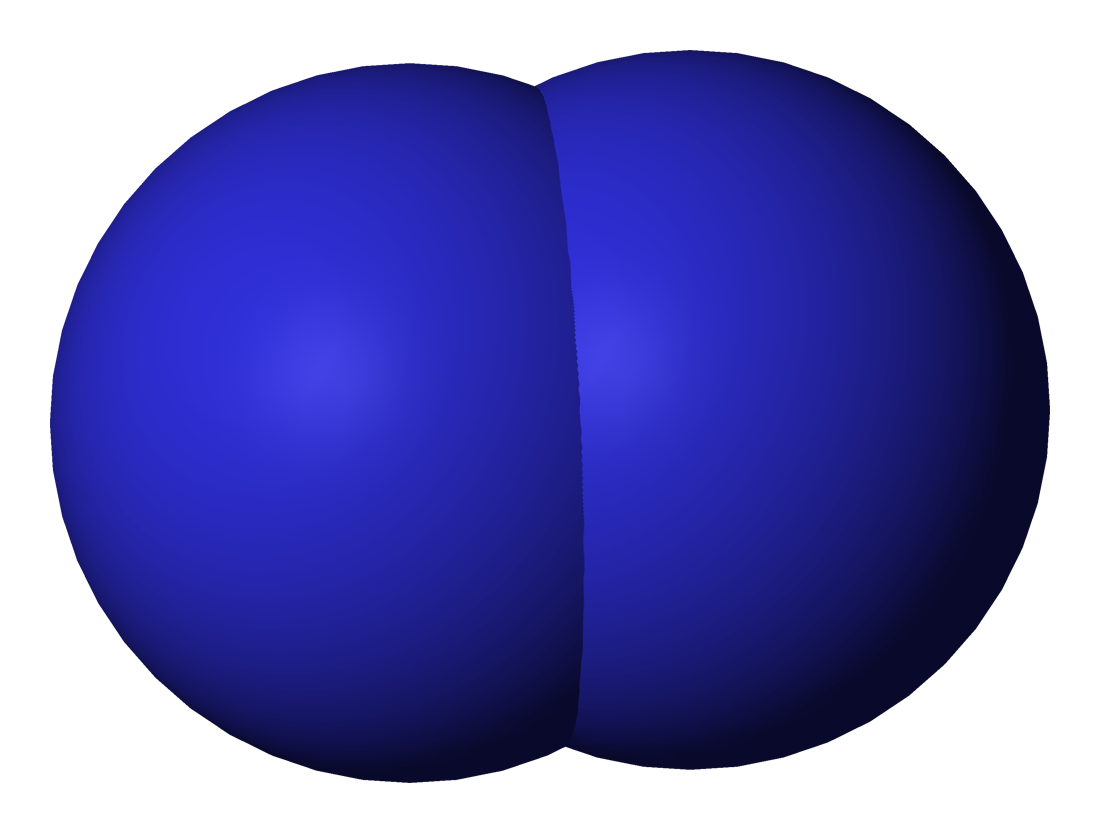
مدل فضا پرکن از یک مولکول دو اتمی نیتروژن, N_{2}

مولکول دواتمی (به انگلیسی: Diatomic molecule) شکلی از مولکول‌های شیمیایی است که تنها از دو اتم تشکیل شده‌است. در زبان انگلیسی از لفظ دی اتمیک برای توصیف این مولکول‌ها استفاده می‌شود که به معنی مولکول دو اتمی است. هفت عنصر H2, O2, N2, F2, Cl2, Br2, و I2 در دمای اتاق به شکل دواتمی وجود دارند.